# Representing the Mambo
Representing the Mambo è il nono album in studio del gruppo musicale statunitense Little Feat, pubblicato nel 1990.

## Tracce
1. Texas Twister (Barrère, Kibbee, Payne, Tackett) – 4:45
2. Daily Grind (Barrère, Fuller, Payne) – 5:06
3. Representing the Mambo (Barrère, Park, Payne, Tackett) – 5:54
4. Woman in Love (Barrère, Payne, Tackett) – 3:49
5. Rad Gumbo (Barrère, Clayton, Gradney, Kibbee, Park, Payne) – 3:29
6. Teenage Warrior (Barrère, Fuller, Payne, Tackett) – 4:53
7. That's Her, She's Mine (Barrère, Clayton, Payne) – 4:09
8. Feelin's All Gone (Fuller) – 4:59
9. Those Feat'll Steer Ya Wrong Sometimes (Barrère, Fuller, Hayward, Payne, Tackett) – 5:01
10. The Ingenue (Barrère, Fuller, Payne, Tackett) – 4:22
11. Silver Screen (Barrère, Payne, Tackett) – 4:22

## Formazione
- Paul Barrère – chitarra, voce
- Sam Clayton – percussioni, voce
- Craig Fuller – vocals, guitar
- Kenny Gradney – basso
- Richie Hayward – batteria, voce
- Bill Payne – tastiera, sintetizzatore, voce
- Fred Tackett – chitarra, tromba
- Renee Armand – cori (9)
- Peter Asher – dialogo (3)
- Michael Brecker – sassofono (10)
- Sharon Celani – cori, dialogo (3)
- Marilyn Martin – cori (3, 11), dialogo (3)
- Neon Park – dialogo (3)
- Shaun Murphy – cori (7)